# Alvarães, Amazonas
Alvarães este un oraș în unitatea federativă Amazonas (AM) din Brazilia. Alvarães are o suprafață de 5,912 km². La recensământul din 2007, Alvarães avea o populație de 13,010 de persoane.